# 拉德拜谢涅
拉德拜谢涅，是匈牙利包尔绍德-奥包乌伊-曾普伦州所辖的一个村。总面积10.40平方公里，总人口273，人口密度26.3人/平方公里（2011年1月1日）。